# Halictus parallelus
Halictus parallelus är en biart som beskrevs av Thomas Say 1837. Halictus parallelus ingår i släktet bandbin, och familjen vägbin. Inga underarter finns listade i Catalogue of Life.